# Монаша, Мария Антоновна
Мария Антоновна Монаша (6 октября 1945, Надлак, Кировоградская область — 30 мая 1994, Надлак, Кировоградская область) — украинская советская деятельница, доярка, оператор машинного доения колхоза «Заря коммунизма» Новоархангельского района Кировоградской области. Герой Социалистического Труда (1985). Депутат Верховного Совета СССР 11-го созыва.

## Биография
Родилась в крестьянской семье. Образование среднее.
С 1958 года — доярка, с 1968 года — оператор машинного доения колхоза «Заря коммунизма» села Надлак Новоархангельского района Кировоградской области. Добивалась высоких надоев молока, неоднократно выступала инициатором социалистического соревнования среди животноводов Кировоградщины.
Член КПСС с 1974 года.

## Награды
- Медаль «Серп и Молот» (5.12.1985);
- Орден Ленина (5.12.1985);
- Орден Октябрьской Революции;
- Орден «Знак Почёта»;
- Медаль «В ознаменование 100-летия со дня рождения Владимира Ильича Ленина»;
- другие медали;
- Заслуженный работник сельского хозяйства Украинской ССР (1983).